# Jenő Pap
Jenő Pap (* 15. prosince 1951 Budapešť, Maďarsko) je bývalý maďarský sportovní šermíř, který se specializoval na šerm kordem. Maďarsko reprezentoval v sedmdesátých a osmdesátých letech. Na olympijských hrách startoval v roce 1980 v soutěži jednotlivců a družstev. V roce 1982 získal v soutěži jednotlivců titul mistra světa. V roce 1984 přišel o olympijské hry kvůli bojkotu. S maďarským družstvem kordistů získal titul mistra světa v roce 1978.